# كوستوديو خوسيه دي ميلو
كوستوديو خوسيه دي ميلو هو عسكري ودبلوماسي وسياسي برازيلي، ولد في 9 يونيو 1840 في سالفادور في البرازيل، وتوفي في 15 مارس 1902 في ريو دي جانيرو في البرازيل. انتخب عضو مجلس النواب البرازيلي ‏ عن دائرة Bahia ‏ (15 نوفمبر 1890 – ).